# Jikki
P.G. Krishnaveni, conocida artísticamente como Jikki, (telugu: పి.జి. కృష్ణవేణి; Chandragiri, hoy Andhra Pradesh, 3 de noviembre de 1935-Chennai, 16 de agosto de 2004) fue una popular cantante India de playback o reproducción. Interpretó cerca de más 10.000 canciones en telugu, el tamil, canarés, malayalam, hindi y cingalés.

## Biografía
El nombre verdadero de Jikki es Gajapathi Naidu y Rajakanthamma, nació en Chandragiri, cerca de Tirupati, en Andhra Pradesh en el año 1935. Sus padres se trasladaron a Chennai para ganarse la vida. De hecho la música corría por sus genes de parte de su tío Naidu Devaraju, quien trabajó como compositor con el célebre artista, Gubbi Veeranna. Jikki comenzó su carrera como artista infantil y desempeñó un personaje secundario en una película llamada "Panthulamma" dirigida por Guduvalli Ramabramham en 1943. En 1946, una vez más llegó a la pantalla grande participando en la película "Excuse Me" una película de Hollywood.

## Filmografía
1. Mana Desam (1949)
2. Palletoori Pilla (1950)
3. Shavukaru (1950)
4. Samsaram (1950)
5. Patala Bhairavi (1951)
6. Navvite Navaratnalu (1951)
7. Dharmadevata (1952/I)
8. Palletooru (1952)
9. Aah (1953)
10. Bratuku Theruvu (1953)
11. Devadasu (1953)
12. Pardesi (1953)
13. Pratigna (1953/I)
14. Rechukka (1954)
15. Todu Dongalu (1954)
16. Donga Ramudu (1955)
17. Rojulu Marayi (1955)
18. Anarkali (1955)
19. Ardhangi (1955)
20. Chiranjeevulu (1956)
21. Bhale Ramudu (1956)
22. Edi Nijam (1956)
23. Jayam Manade (1956)
24. Kanakatara (1956)
25. Penki Pellam (1956)
26. Suvarna Sundari (1957/I)
27. Maya Bazaar (Telugu, 1957)
28. Maya Bazaar (Tamil, 1957)
29. Bhale Bava (1957)
30. Panduranga Mahatyam (1957)
31. Sarangadhara (1957)
32. Todi Kodallu (1957)
33. Chenchu Lakshmi (1958/I)
34. Mangalya Balam (1958)
35. Krishna Leelalu (1959)
36. Raja Makutam (1959/I)
37. Pelli Kaanuka (1960)
38. Sahasra Siracheda Apoorva Chinthamani (1960)
39. Shantinivasam (1960)
40. Sri Venkateswara Mahatyam (1960)
41. Sri Seetha Rama Kalyanam (1961)
42. Batasari (1961)
43. Sabash Raja (1961)
44. Thirudathe (1961)
45. Bhishma (1962)
46. Gulebakavali Katha (1962)
47. Siri Sampadalu (1962)
48. Tirupathamma Katha (1963)
49. Lava Kusha (1963/I)
50. Sampoorna Ramayanam (1971)
51. Shrimanthudu (1971)
52. Vattathukkul Chathuram (1978)
53. Aditya 369 (1991)
54. Seetharamaiah Gari Manavaralu (1991)
55. Ninne Pelladatha (1996)
56. Murari (2001)